# Peter Curry
Thomas Peter Ellison Curry (ur. 22 lipca 1921 w Murree w Pendżabie, zm. 25 stycznia 2010) – angielski prawnik, w młodości lekkoatleta długodystansowiec, olimpijczyk.
Urodził się w Indiach, gdzie jego ojciec przebywał służąc w Królewskiej Artylerii. Ukończył szkoły w Anglii i w 1939 wstąpił do British Army. Służył w Indiach jako oficer artylerii. Wziął udział w bitwie pod Kohimą, a później walczył w Birmie. Po powrocie do Wielkiej Brytanii podjął studia prawnicze w Oriel College w Oksfordzie.
W czasie studiów Curry osiągnął sukcesy w lekkoatletyce oraz squashu. Startował w Światowych Igrzyskach Studentów w 1947 w Paryżu, gdzie zajął 4. miejsce w biegu na 5000 metrów. W 1948 zdobył mistrzostwo Wielkiej Brytanii (AAA) w biegu na 2 mile z przeszkodami i zakwalifikował się na igrzyska olimpijskie w 1948 w Londynie. Wystąpił tam w biegu na 3000 metrów z przeszkodami, ale odpadł w przedbiegu.
Curry został barristerem w Middle Temple w 1953, a w 1966 osiągnął godność Queen's Counsel. Zrezygnował z niej w 1967 i został solicitorem w firmie Freshfields, gdzie zorganizował departament doradztwa podatkowego. Ponownie został Queen's Counsel w 1974. Reprezentował m.in. Johna Lennona, George'a Harrisona i Ringo Starra w ich sporze z Paulem McCartneyem, a także akcjonariuszy upadłego Banco Ambrosiano.
Jego córka Jilly była znaną narciarką uprawiająca narciarstwo dowolne.